# The Pink Phink
The Pink Phink (pt/br: A Pantera Pinta o Sete) é o primeiro curta-metragem da Pantera Cor-de-Rosa, produzido pela DePatie-Freleng Enterprises e distribuído pela United Artists. Este curta ganhou o Oscar de melhor curta de animação de 1964.

## Sinopse
O desenho começa com um homem bigodudo e baixinho pintando uma casa de azul. Então aparece a Pantera Cor-de-Rosa para atrapalhar seus planos, pintando a casa de rosa. Cada vez que o pintor tenta pintar algo de azul, acaba sendo frustrado pela pantera. Até que ele começa a persegui-la com uma espingarda, carregada de tinta rosa sem ele saber, e acaba pintando toda a casa de rosa. De repente, até o céu, o sol e a grama ficam rosa. A Pantera agradece ao pintor, pinta-o de rosa e entra na casa. Ironicamente, quando o desenho termina, o céu fica azul.

## Paródia
Um  episódio da série animada O Laboratório de Dexter, intitulado A Silent Cartoon (br: Um Desenho Mudo) é uma homenagem a este curta. O episódio mostra Dexter construindo um laboratório azul, enquanto sua irmã Dee Dee encontra maneiras inteligentes para torná-lo rosa.